# Godigisel
|  | No s'ha de confondre amb Godegisil. |

Godigisel (359-406) fou rei dels vàndals asdings que vivien a Germània a la regió del riu Oder. Va travessar el riu el 406, entrant en territori dels francs federats a Roma, on va morir el mateix 406 en una batalla contra aquestos francs. El va succeir el seu fill Gunderic, que va dirigir als vàndals cap a la Gàl·lia i Hispània. Va deixar un altre fill, d'una concubina, el famós Genseric.